# Diando Film Corporation
Diando Film Corporation foi uma companhia cinematográfica estadunidense da era do cinema mudo, que produziu 18 filmes entre 1917 e 1919.

## Histórico
A companhia cinematográfica foi fundada por W. A. S. Douglas e Leon T. Osborne, pai da atriz mirim Baby Marie Osborne, em 1917. Assumindo o antigo Kalem Studio, em Glendale, a companhia foi batizada Diando Film Company. O nome foi baseado no "D" de Douglas e "O" de Osborne, ficando D and O Film Company, tendo Baby Marie Osborne como sua maior atração.

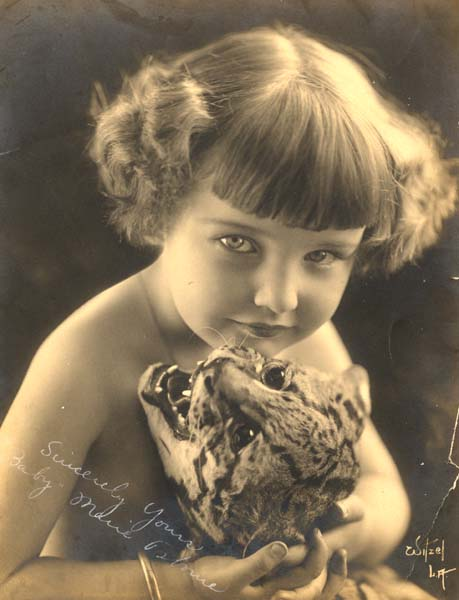
Baby Marie Osborne, atriz principal da Diando Film Corporation, que foi co-fundada por seu pai, Leon T. Osborne.

A companhia produziu 18 filmes, quinze deles dirigidos por William Bertram e estrelados por Marie Osborne. As três exceções foram a comédia Kidder and Ko, de 1918, dirigida por Richard Foster Baker, o Western Border Raiders, de 1918, e o seriado Terror of the Range, de 1919, ambos dirigidos por Stuart Paton.
Seu primeiro filme foi The Little Patriot, em 1917, e o último foi Miss Gingersnap, em 1919. Seus filmes eram distribuídos pela Pathé.

## Filmografia

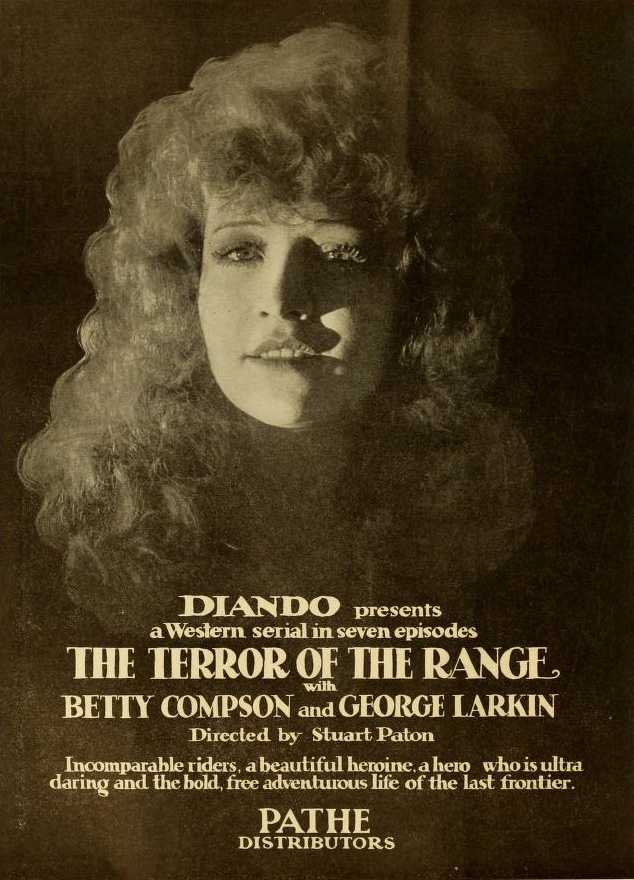
The Terror of the Range, seriado produzido pela Diando.

- Miss Gingersnap (1919)
- Daddy Number Two (1919)
- Baby Marie's Round-Up (1919)
- The Little Diplomat (1919)
- The Sawdust Doll (1919)
- The Old Maid's Baby (1919)
- Terror of the Range (1919)
- Dolly's Vacation (1918)
- Border Raiders (1918)
- Winning Grandma (1918)
- Cupid by Proxy (1918)
- The Voice of Destiny (1918)
- Kidder and Ko (1918)
- A Daughter of the West (1918)
- Dolly Does Her Bit (1918)
- Daddy's Girl (1918)
- Milady o' the Beanstalk (1918)
- The Little Patriot (1917)